# Gluta velutina
Gluta velutina är en sumakväxtart som beskrevs av Carl Ludwig von Blume. Gluta velutina ingår i släktet Gluta och familjen sumakväxter. Inga underarter finns listade i Catalogue of Life.